# Історія повії
Історія блудниці (англ. A Harlot's Progress/The Harlot's Progress) — серія з шести картин (1731 рік, нині знищена) та гравюр (1732 рік) англійського художника Вільяма Гоґарта. У серії представлена історія молодої жінки М. (Молл або Мері) Хакабут, яка приїжджає до Лондона з села і стає повією. Серія була розроблена на основі третього зображення. Після того як Хогарт зобразив повію в її будуарі в мансарді на Друрі-Лейн, йому спало на думку ідея створити сцени з її раннього та наступного життя. Назви та алегорія нагадують про «Подорож Пілігрима в Небесную Країну» Джона Буньяна.
У першій сцені жінка похилого віку вихваляє свою красу і пропонує вигідне заняття. На задньому плані зображено джентльмена. На другому зображенні вона з двома коханцями: коханкою, на третьому вона стала повією, а також заарештована, на четвертому вона б'є коноплі у в'язниці Брайдвелл. У п'ятій сцені вона помирає від венеричної хвороби, а в останній — помирає у віці 23 років.

## Історія зображень
Головна героїня, Молль/Мері Хакабаут названа на честь героїні "Молль Фландерс" (головна героїня крутійського роману Даніеля Дефо, «Радощі та прикрощі знаменитої Молль Флендерс»), Кейт Хакабаут, або, іронічно, на честь Пресвятої Діви Марії. Кейт була відомою повією та сестрою розбійника Френсіса Хакабаута: він був повішений 17 квітня 1730 року; вона була засуджена за утримання буйного будинку в серпні того ж року, будучи заарештованою Вестмінстерським магістратом сером Джоном Гонсоном.
Ця серія була однією з "Сучасних моральних серій" Гоґарта і була випущена після того, як у Лондоні розпочалася боротьба із проституцією. На багатьох сценах зображено лондонське суспільство того часу, і коли Молль "почала спускатися в прірву", ми можемо побачити безнадійність компанії, яку вона становила навіть після того, як її не стало. Ця серія дає привід задуматися і захопитись невеликими деталями, які Гоґарт включив у свої роботи. Серія картин була дуже популярна, і було виготовлено лише 1240 наборів. Через популярність серії та обмежену кількість наборів незабаром з'явилися піратські копії. Хогарт знав про це і зміг домогтися ухвалення парламентського закону 1735 (Акт Гоґарта), що забороняє це.  Незабаром після цього Гоґарт опублікував свою другу серію сатиричних і моралізаторських зображень "Історія марнотрата", за якою через десять років пішов "Модний шлюб".
Оригінали картин загинули під час пожежі у Фонтхілл-Хаусі в 1755 році, заміському будинку Вільяма Бекфорда (1709-1770), політика та батька Вільяма Томаса Бекфорда (1760-1844), будівельника Фонтхіллського аббатства. Оригінальні листи збереглися і були продані вдовою Хогарта, Джейн, Джона Бойделла в 1789 році, від нього - Болдуїна, Кредоку і Джою в 1818 році, а потім Генрі Бону в 1835 році. Кожен із них виготовив додаткові копії.
Пізніше "Історія повії" була опублікована Вільямом Іннелом Клементом у шпальтах його газети "Bells Life" у Лондоні № 330 22 червня 1828 року.

## Сцени
| Сцена 1 | Молль Хакабаут прибуває до Лондона в готель "Белл Інн", Чіпсайд |
| --- | --- |
| | Головна героїня, Молль Хакабаут, прибула у лондонський Чіпсайд. На руці у Молл висять ножиці та голка, що говорить про те, що вона шукає роботу швачки. Натомість її оглядає хвора на віспу Елізабет Нідхем, сумнозвісна звідниця і утримувачка публічного будинку, яка хоче залучити Молль до проституції. Запеклий грабіжник полковник Френсіс Чартеріс та його сутенер Джон Гурлей спостерігають за нею, також зацікавившись Молл. Вони стоять перед будівлею, що руйнується, символізує їх моральне банкрутство. Чартеріс пестить себе в очікуванні. |
| Лондонці не звертають уваги на цю сцену, і навіть кінний священник ігнорує її скрутне становище, так само як він ігнорує той факт, що його кінь перекинув купу сковорідок. Схоже, що Молль була ошукана можливістю законної роботи. Гусак у багажі Молль адресований "My lofing cosen in Tems Stret in London": це говорить про те, що її ввели в оману; цей "кузен" міг бути вербувальником або підкупленою дурою власників громадських будинків. Молль одягнена в біле, на відміну від оточуючих, що ілюструє її невинність та наївність. Мертвий гусак у багажі Молл або поруч із ним, такий же білий, віщує смерть Молль внаслідок її довірливості. Вивіска шинку із зображенням дзвіночка може означати belle (у перекладі з французької - красива жінка), яка недавно прибула з країни. Громада каструль на зубах натякає на неминуче "падіння" Молль. Гусак і сковорідки, що хитаються, також імітують неминучу імпотенцію, що виникає при сифілісі, віщуючи конкретну долю Молль. Композиція нагадує "Відвідини Пресвятою Дівою Марією Єлизавети", описаний у Євангелії від Луки 1:39-56. | |
| Сцена 2 | Молль - утриманка, коханка багатого торговця |
| | Молль - коханка багатого єврейського купця, про що свідчать картини Старого Завіту на задньому плані, які вважаються пророцтвом того, як купець ставитиметься до Молль у період між цією та третьою сценами. У неї багато манірності в одязі та супроводі, тому що вона тримає вест-індського хлопчика-слугу та мавпочку. Хлопчик та молода служниця, а також мавпа можуть бути надані бізнесменом. Наявність слуги, мавпи та чайного столика з червоного дерева свідчить, що багатство купчихи було нажито в колоніях. У неї є баночки з косметикою, маска з маскараду, а її квартира прикрашена картинами, що ілюструють її сексуально розбещений і морально нестійкий стан. Вона перекидає стіл, щоб відвернути увагу купця, коли другий коханець навшпиньки виходить. |
| Сцена 3 | Молль перетворилася з утриманки у звичайну повію |
| | Молль перетворилася із утриманки на звичайну повію. Її служниця тепер стара і хвора на сифіліс, і Генрі Філдінг у "Томі Джонсі" сказав би, що служниця схожа на його героїню місіс Партрідж. Її ліжко – єдиний великий предмет меблів, а кішка позує, щоб передати нову позу Молл. Капелюх відьми і березові прути на стіні говорять або про чорну магію, або, що важливіше, про те, що проституція - справа рук диявола. На стіні зображені її герої: Махіт з "Опери жебрака" та Генрі Сачеверелл, а над ними - двоє ліків від сифілісу. Над її ліжком зберігається коробка з перукою розбійника Джеймса Далтона (повішеного 11 травня 1730), що наводить на думку про романтичне захоплення. Світовий суддя сер Джон Гонсон із трьома озброєними приставами входить у двері у правій частині кадру, щоб заарештувати Молль за її діяльність. Молль демонструє новий годинник (можливо, подарунок Далтона, можливо, вкрадені в іншого коханця) і оголює ліві груди. Гонсон, однак, прикутий до капелюха відьми і "мітлі" або перини, що висить на стіні над ліжком Молл. Композиція сатирично нагадує Благовіщення, тобто, повідомлення ангела Гавриїла Діві Марії про те, що вона зачне і стане матір'ю Ісуса, Сина Божого, як записано в Євангелії від Луки 1:26-39. |
| Сцена 4 | Молль збиває коноплі у в'язниці Брайдвел |
| | Молль перебуває у в'язниці Брайдвел. Вона збиває коноплі для петлі ката, а тюремник загрожує їй та вказує на завдання. Філдінг напише, що Твакум, один із садистів-вихователів Тома Джонса, був дуже схожий на тюремника (Том Джонс 3:6). Дружина тюремника краде у Молль одяг, підморгуючи при цьому злодії. Ув'язнені йдуть ліворуч у порядку зменшення багатства.Молль стоїть поруч із джентльменом, точильником карт, у якого випала зайва гральна карта і який привів із собою собаку. Ув'язнені ніяк не виправляються, незважаючи на іронічну гравюру зліва над зайнятими колодками, що говорить "Краще працювати, ніж стояти". Людина, яка страждає на колодках, очевидно, відмовилася працювати. |
| Далі жінка, дитина, яка, можливо, страждає на синдром Дауна (ймовірно, що належить жадібній людиніє), і, нарешті, вагітна африканська жінка, яка, імовірно, "задовольняла свій живіт", коли постала перед судом, оскільки вагітних жінок не можна було страчувати або перевозити. На тюремному графіті зображений Джон Гонсон, що висить на шибениці. Слуга Молль усміхається, коли Молль краде одяг, а слуга, схоже, одягає туфлі Молль. | |
| Сцена 5 | Молль вмирає від сифілісу |
| | Молль вмирає від сифілісу. Доктор Річард Рок (ліворуч) і доктор Жан Місаубін (праворуч) сперечаються про свої методи лікування (вибір між кровопусканням (Рок) і мануальною терапією (Місаубін)). Жінка, можливо господиня будинку, перебирає речі Молль в пошуках того, що вона хоче забрати. |
| Тим часом служниця Молль намагається зупинити пограбування та суперечки. Син Молль сидить біля вогнища, можливо, теж хворий на сифіліс. Він виколупує вошей або бліх зі свого волосся. Єдиний натяк на господаря квартири – великодній пиріг, що використовується як мухоловка, що означає, що її колишній господар розплачується за неї в останні дні та іронічно вказує на те, що Молль, на відміну від ізраїльтян, не буде спокою. Декілька опіатів ("анодинів") і "ліків" валяються на підлозі. Одяг Молль ніби тягнеться за нею вниз, ніби це примари, що тягнуть її до потойбічного світу. | |
| Сцена 6 | Поминки Молль |
| | В останній сцені Молль мертва, і всі присутні на її поминках. Запис на кришці труни показує, що вона померла у віці 23 років 2 вересня 1731 року. Пастор проливає свій бренді, коли проводить рукою по спідниці дівчини поруч із ним, і вона виглядає задоволеною. Жінка, що поставила чарки на труну Молл, дивиться з несхваленням. Син Молль робить вигляд, що нічого не відбувається. Син Молль невинний, але він сидить і грає під тілом матері, не розуміючи (і, образно кажучи, сам приречений на смерть). |
| Праворуч п'яно тужить утримувачка публічного будинку з глечиком "Нантс" (бренді) і моторошно посміхається. Вона єдина, хто засмучений поводженням з мертвою дівчиною, труна якої використовується як бар у таверні. Траурна дівчина (ще одна повія) краде хустку трунаря.Інша повія показує свій пошкоджений палець своїй подрузі-повії, а жінка на задньому плані поправляє свою зовнішність у дзеркалі, хоча у неї на лобі видно сифілітичну виразку. У будинку, де знаходиться труна, на стіні висить іронічний герб, що зображує шеврон з трьома патрубками, що нагадує про "розлив" пастора, поточний алкоголь і закінчення терміну придатності Молль. Білий капелюх, що висить на стіні біля герба, - це капелюх, який Молль носила в першій картині, що відсилає на початок його кінця. | |

## Техніка
Процес гравірування полягав у тому, що малюнок наносився на метал з допомогою гравера. Потім зображення на металі покривалося чорнилом та друкувалося на окремих аркушах паперу.

## Матеріальна культура в композиції
Епізоди "Історії повії" використовують зображення, щоб розповісти історію Молль Хакабут, а елементи матеріальної культури в кожній сцені розповідають свою історію в рамках цієї трагічної розповіді. Візуальна казка Вільяма Гоґарта протистоїть уявленню, що матеріали використовуються виключно для вираження індивідуальності. Матеріальна культура тут скоріш використовується для приховування особистості, і навіть глибинних проблем. Тим самим Гоґарт показує той бік вісімнадцятого століття, в якому населення було набагато одноріднішим. Використання Молль маскарадної маски, її сукню або професійний одяг – все розповідало про людину певну інформацію. Володіння домашніми тваринами приховувало жорстокість та насильство. Матеріали використовувалися для приховування особистості, та й приховування дій.
Люди у вісімнадцятому сторіччі часто приховували своє класове становище, щоб до них краще ставилися у суспільстві.
Матеріальна культура охоплювала як сферу одягу та аксесуарів. Поява домашніх тварин стала новою ознакою багатства людей у XVIII столітті. Наприклад, у другій сцені "Історії повії" зображена мавпа, яку могли дозволити собі лише багаті мандрівники. Чартеріс - єдиний персонаж в оповіданні, що підходить під цей опис, і це показує, наскільки він успішний.
Матеріальна культура XVIII століття відрізнялася від сучасної метою приховати індивідуальність людини. Аналіз соціальної обстановки, як бал-маскарад, демонструє бажання приховати свою сутність для того, щоб спілкуватися. Матеріал одягу - одна з небагатьох відмінностей між тим, що носили представники найвищого класу, і тим, що носили представники нижчого класу. Професійна уніформа часто створювала дисонанс між істинною сутністю людини і тим, як її показували у суспільстві. Зрештою, володіння домашніми тваринами сприяло ще одному способу приховувати та практикувати жорстокість. Використання Гоґартом матеріальної культури свідчить, що час, коли він жив, покладався на приховування зовнішнім виглядом соціально неприйнятних речей, як-от бідність, проституція і гендерні ролі.

## Використана література
1. A Harlot’s Progress von William Hogarth: Aufstieg und Fall einer Hure (з великою бібліографією)
2. The series of engravings
3. The Harlot’s Progress in Context.
4. Learning English Timeline: William Hogarth, The Harlot's Progress
5. The Literary Encyclopedia
6. A reprint of the Grub Street Journal, referring to Kate Hackabout
7. An analysis
8. Історія повії на сайті IMDb (англ.)  (2006 film)
9. Vienna’s New Opera House Since 1801, The New York Times, 29 May 2009